# 242 A 1
La 3-242 A 1 est une locomotive à vapeur prototype de la SNCF qui fut mise en service en 1946. Cette locomotive emblématique est considérée comme le chef-d'œuvre d'André Chapelon.

## Genèse
En effet, elle résulte de la transformation de la locomotive Mountain 241-101 État conçue par l'OCEM à la demande de Raoul Dautry pour le réseau de la Compagnie des chemins de fer de l'État et construite en 1932 par les ateliers de Fives-Lille. Elle était équipée d'un moteur à trois cylindres à simple expansion, d'un stoker et d'une distribution par soupapes à cames rotatives de type « Renaud ». Face aux piètres performances de l'engin, cette machine fit peu de service que ce soit au dépôt des Batignolles ou au dépôt du Mans. À la création de la SNCF cette machine fut renumérotée 3-241 B 101. L'ingénieur André Chapelon, qui n'avait en rien participé à sa définition, proposa en 1938 de l'améliorer suivant ses plans et directives.
La locomotive a été entièrement repensée, l'exercice consistant à construire une machine totalement nouvelle en réutilisant le plus de pièces possible de la première. André Chapelon mit ici en œuvre les principes qu'il avait envisagés pour les projets de locomotives à construire après la guerre, ceux-ci dérivant des projets établis pour la Compagnie du chemin de fer de Paris à Orléans avant la création de la SNCF. Il installa donc un moteur à trois cylindres compound (1 HP intérieur et 2 BP extérieurs), la distribution du cylindre haute pression étant composée de deux tiroirs cylindriques du type Trick (doublant la section offerte à l'admission par rapport à un tiroir cylindrique classique) et celle des cylindres basse pression par des tiroirs Willoteaux, un échappement « Kylchap » 1K/1C triple dont c'est l'unique exemple, un système de graissage mécanique Bosch.
Les performances recherchées nécessitèrent la reconstruction de la chaudière d'origine avec une capacité de production de vapeur accrue. Le foyer en cuivre fut remplacé par un nouveau en acier soudé équipé de deux siphons « Nicholson », de même que le surchauffeur « Schmidt » fut changé par un modèle de type « Houlet », avec de nouveaux tubes à fumées.
Le chargeur mécanique Stoker type BK remplacé par un HT. La boîte à fumée a été rallongée et un échappement Kylchap triple installé. Achevée au début de l'année 1943, la chaudière fut gravement endommagée lors du bombardement de Sotteville par les Alliés le 20 mars 1943.
Les écrans pare-fumée ont été remplacés par de nouveaux du type unifié plus grands, prenant naissance au niveau de la traverse avant comme sur les 141 P et les 240 P.
Le châssis fut considérablement renforcé par l'ajout de nombreuses entretoises. L'augmentation de poids entrainée par ces modifications a nécessité le remplacement du bissel à un essieu par un modèle de type Delta à deux essieux, faisant passer la locomotive du type 241 au type 242, mais sans allongement du châssis, la machine gardant la longueur d'origine de la Mountain.
Ces transformations faites à partir de 1943 aux ateliers de la Compagnie des Forges et Aciéries de la Marine et d'Homécourt situés à Saint-Chamond donnèrent à la locomotive des performances exceptionnelles. Dès ses premières sorties en avril 1946 la machine affichait plus de 4 000 ch « au crochet » (alors que l'originale affichait au maximum 2 550 ch).
À partir du mois de juillet 1946, le bloc cylindre haute pression qui avait été coulé en fonte, laissa apparaître d'importantes fissures. Au cours de l'année 1947, la 242 A 1 fut envoyée aux ateliers de Sotteville-lès-Rouen, où le bloc cylindre HP défectueux fut remplacé par un nouveau en acier moulé. La machine ne reprit ses essais qu'en octobre 1948.

## Tender
Le tender accouplé était celui d'origine ; il s'agissait d'un tender à bogies contenant 34 m3 d'eau et 11,5 t de charbon et qui fut immatriculé 3-34 A 1.

## Utilisation et services
Affectée au dépôt du Mans en 1951, elle restera la plus puissante locomotive à vapeur ayant existé en Europe et la plus puissante locomotive à l'époque tous modes de propulsion confondus et ce toujours en Europe.
Pour Chapelon, elle préfigurait le début d'une nouvelle série de machines performantes et économiques qui auraient dû voir le jour la décennie suivante. Mais ses performances indisposaient la direction de la SNCF qui se lançait à l'époque dans l'électrification et la diéselisation généralisée.
Malgré ses performances remarquables et après une campagne d'essais fort réussie la 3-242 A 1 ne fut plus utilisée que de façon sporadique et ne totalisa que 66 487 km le jour de sa radiation.
Garée en bon état le 23 décembre 1955, elle fut placée en attente d'amortissement en janvier 1960, puis radiée le 21 octobre 1960. Expédiée au dépôt de Saint-Brieuc le 2 février 1961, sa démolition débuta le 28 du même mois. 
La machine avait été inscrite sur la liste des machines à préserver en priorité par Michel Doerr, fondateur du musée français des chemins de fer alors en cours d'élaboration.
Les caractères en bronze qui composaient son numéro ainsi que celui du tender ont été conservés par son dernier mécanicien titulaire Robert Montarou avec l'autorisation du chef de dépôt du Mans.

## Caractéristiques
- Surface de grille: 5 m2
- Surface de chauffe: 252,7 m2
- Surface de surchauffe: 120,22 m2
- Nombre d'éléments:
- Nombre de cylindres: 1HP + 2BP
- Diamètre cylindre HP: 600 mm
- Course piston HP: 605 mm
- Diamètre cylindres BP: 686 mm
- Course pistons BP: 760 mm
- Timbre de la chaudière: 21,1 kg/cm2
- Diamètre des roues motrices: 1 950 mm
- Diamètre des roues du bissel avant: 1 100 mm
- Diamètre des roues du bissel arrière: 970 mm
- Masse à vide: 135,8 tonnes
- Masse en ordre de marche: 148 tonnes
- Masse adhérente: 84 tonnes
- Longueur hors tout de la locomotive seule: 17,79 m
- Puissance maximum indiquée: 3 680 kW à 80 km/h (admission 80 % HP et 45 % BP) et à 100 km/h (admission 70 % HP et 45 % BP)
- Puissance maximum à la jante: kW
- Puissance maximum au crochet du tender: 2 940 kW à 80 km/h et 2 797 kW à 120 km/h
- Effort de traction maximum: 265 kN

- Vitesse maxi en service: 130 km/h

Tender:
- Tare du tender: tonnes
- Capacité en eau: 34 m3
- Capacité en charbon: 11,4 tonnes
- Masse du tender en ordre de marche: tonnes
- Masse totale locomotive + tender: 226 tonnes
- Longueur du tender: 9,54 m
- Longueur totale locomotive + tender: 27,33 m

## Modélisme
La 242 A 1 a été reproduite à l'échelle HO par :
- La Maison des Trains
- Chaumeil
- Metropolitan
- Lemaco
- AMF87